# KV Mechelen in het seizoen 1989/90
KV Mechelen startte het seizoen 1989/90 met enkele nieuwe gezichten. De Nederlandse trainer Ruud Krol volgde in de zomer van 1989 zijn landgenoot Aad de Mos op en mocht onder meer nieuwkomers Philippe Albert en Francis Severeyns verwelkomen. Marc Degryse, de aanvaller van Club Brugge die in het seizoen 1988/89 door De Mos benaderd was om naar Mechelen te komen, volgde de Nederlander uiteindelijk naar concurrent RSC Anderlecht.
Het afspringen van de transfer van Degryse en het vertrek van spits Piet den Boer - die zijn bewonderaar Raymond Goethals naar Girondins de Bordeaux volgde - zorgden ervoor dat de jonge aanvaller Marc Wilmots volledig ontbolsterde. De 20-jarige aanvaller scoorde tien keer voor Malinwa en werd na afloop van het seizoen verkozen tot Jonge Profvoetballer van het Jaar.
Ruud Krol kende minder succes. KV Mechelen begon goed aan het seizoen, maar liet vanaf oktober 1989 regelmatig punten liggen. Hoewel Mechelen onder Krol geen enkele competitiewedstrijd verloor, werd de Nederlander in december ontslagen. Hij werd tot het einde van het seizoen vervangen door assistent-trainer Fi Van Hoof. Onder leiding van Van Hoof won Mechelen onder meer met 0-3 op het veld van Anderlecht. Desondanks moest Malinwa zich tevreden stellen met een derde plaats.
In de Europacup I bereikte Mechelen de kwartfinale. Daarin stond het tegenover het AC Milan van de Nederlanders Marco van Basten, Ruud Gullit en Frank Rijkaard. Mechelen werd uiteindelijk pas na verlengingen uitgeschakeld door de latere winnaars.
In de beker van België werd Mechelen in de achtste finale uit het toernooi gewipt door KSC Lokeren.
Hoewel KV Mechelen voor het eerst sinds 1986 geen enkele trofee veroverde, mocht doelman Michel Preud'homme in januari 1990 voor de tweede keer de Gouden Schoen in ontvangst nemen. Preud'homme werd ook voor de derde keer op rij uitgeroepen tot Keeper van het Jaar.

## Selectie
| Naam               | Nationaliteit | Geboortedatum | Vorige club         |
| ------------------ | ------------- | ------------- | ------------------- |
| Keepers            |               |               |                     |
| Michel Preud'homme | België        | 24-01-1959    | Standard Luik       |
| Wilfried Dommicent | België        | 25-02-1961    | /                   |
| Frédéric Halleux   | België        | 07-12-1967    | RFC Seraing         |
| Verdedigers        |               |               |                     |
| Philippe Albert    | België        | 10-08-1967    | Sporting Charleroi  |
| Lei Clijsters      | België        | 09-11-1956    | THOR Waterschei     |
| Geert Deferm       | België        | 06-05-1963    | FC Winterslag       |
| Yves De Greef      | België        | 29-01-1962    | RWDM                |
| Graeme Rutjes      | Nederland     | 26-03-1960    | Excelsior Rotterdam |
| Koen Sanders       | België        | 17-12-1962    | Club Brugge         |
| Middenvelders      |               |               |                     |
| Paul De Mesmaeker  | België        | 08-09-1963    | RWDM                |
| Pascal De Wilde    | België        | 01-05-1965    | KRC Harelbeke       |
| Marc Emmers        | België        | 25-02-1966    | THOR Waterschei     |
| Wim Hofkens        | Nederland     | 27-03-1958    | Beerschot VAV       |
| Erwin Koeman       | Nederland     | 20-09-1961    | FC Groningen        |
| Frank Leen         | België        | 22-01-1967    | Lommel SK           |
| Bruno Versavel     | België        | 27-08-1967    | KSC Lokeren         |
| Patrick Versavel   | België        | 01-07-1961    | KSC Lokeren         |
| Aanvallers         |               |               |                     |
| John Bosman        | Nederland     | 01-02-1965    | Ajax                |
| Eli Ohana          | Israël        | 01-02-1964    | Beitar Jeruzalem    |
| Francis Severeyns  | België        | 08-01-1968    | Pisa                |
| Marc Wilmots       | België        | 22-02-1969    | Sint-Truidense VV   |

- = Aanvoerder

### Technische staf
| Functie         | Naam             | Nationaliteit | Opmerking                          |
| --------------- | ---------------- | ------------- | ---------------------------------- |
| Coach           | Ruud Krol        | Nederland     | Ontslagen op 12 december 1989.     |
| Assistent-coach | Fi Van Hoof      | België        | Hoofdcoach vanaf 13 december 1989. |
| Conditietrainer | Ludwig De Clercq | België        |                                    |

## Transfers

### Zomer
| Naam              | Nationaliteit | Van/naar              | Type     |
| ----------------- | ------------- | --------------------- | -------- |
| Inkomend          |               |                       |          |
| Philippe Albert   | België        | Sporting Charleroi    | Gekocht  |
| Frédéric Halleux  | België        | RFC Seraing           | Gekocht  |
| Francis Severeyns | België        | Pisa                  | Gekocht  |
| Patrick Versavel  | België        | KSC Lokeren           | Gekocht  |
| Uitgaand          |               |                       |          |
| Pierre Drouguet   | België        | KV Kortrijk           | Verkocht |
| Piet den Boer     | Nederland     | Girondins de Bordeaux | Verkocht |
| Raymond Jaspers   | België        | KVC Westerlo          | Verkocht |
| Mike Verstraeten  | België        | Beerschot VAV         | Verkocht |

## Uitrustingen
Shirtsponsor(s): TeVe-Blad

Sportmerk: adidas
| Thuis | Uit | Doelman | Doelman | Doelman |  |

## Competitie

### Overzicht
| Speeldag  | 1 | 2 | 3 | 4 | 5 | 6  | 7  | 8  | 9  | 10 | 11 | 12 | 13 | 14 | 15 | 16 | 17 | 18 | 19 | 20 | 21 | 22 | 23 | 24 | 25 | 26 | 27 | 28 | 29 | 30 | 31 | 32 | 33 | 34 |
| --------- | - | - | - | - | - | -- | -- | -- | -- | -- | -- | -- | -- | -- | -- | -- | -- | -- | -- | -- | -- | -- | -- | -- | -- | -- | -- | -- | -- | -- | -- | -- | -- | -- |
| Resultaat | w | w | w | g | w | g  | w  | g  | w  | g  | g  | g  | w  | g  | w  | g  | g  | g  | w  | v  | w  | w  | w  | w  | g  | w  | w  | w  | w  | v  | g  | v  | w  | w  |
| Punten    | 2 | 4 | 6 | 7 | 9 | 10 | 12 | 13 | 15 | 16 | 17 | 18 | 20 | 21 | 23 | 24 | 25 | 26 | 28 | 28 | 30 | 32 | 34 | 36 | 37 | 39 | 41 | 43 | 45 | 45 | 46 | 46 | 48 | 50 |

### Klassement
|         |    |                   | P  | W  | G  | V  | +  | -  | DS  | Ptn |
| ------- | -- | ----------------- | -- | -- | -- | -- | -- | -- | --- | --- |
| K       | 1  | Club Brugge       | 34 | 25 | 7  | 2  | 76 | 19 | 57  | 57  |
| (UEFA)  | 2  | RSC Anderlecht    | 34 | 24 | 5  | 5  | 76 | 21 | 55  | 53  |
| (UEFA)  | 3  | KV Mechelen       | 34 | 19 | 12 | 3  | 65 | 14 | 51  | 50  |
| (UEFA)  | 4  | Antwerp FC        | 34 | 15 | 13 | 6  | 63 | 32 | 31  | 43  |
|         | 5  | Standard de Liège | 34 | 16 | 10 | 8  | 54 | 33 | 21  | 42  |
|         | 6  | AA Gent           | 34 | 12 | 12 | 10 | 46 | 38 | 8   | 36  |
|         | 7  | KV Kortrijk       | 34 | 13 | 7  | 14 | 39 | 46 | -7  | 33  |
|         | 8  | Beerschot VAV     | 34 | 11 | 10 | 13 | 34 | 47 | -13 | 32  |
|         | 9  | Cercle Brugge     | 34 | 12 | 7  | 15 | 46 | 47 | -1  | 31  |
|         | 10 | Lierse SK         | 34 | 11 | 6  | 17 | 42 | 66 | -24 | 28  |
|         | 11 | KSC Lokeren       | 34 | 9  | 10 | 15 | 34 | 66 | -32 | 28  |
| (beker) | 12 | RFC de Liège      | 34 | 8  | 12 | 14 | 35 | 45 | -10 | 28  |
|         | 13 | Germinal Ekeren   | 34 | 10 | 7  | 17 | 38 | 52 | -14 | 27  |
|         | 14 | Charleroi SC      | 34 | 9  | 9  | 16 | 41 | 56 | -15 | 27  |
|         | 15 | Sint-Truidense VV | 34 | 8  | 11 | 15 | 25 | 45 | -20 | 27  |
|         | 16 | KSV Waregem       | 34 | 8  | 9  | 17 | 35 | 64 | -29 | 25  |
| D       | 17 | KSK Beveren       | 34 | 8  | 8  | 18 | 31 | 57 | -26 | 24  |
| D       | 18 | KRC Mechelen      | 34 | 5  | 11 | 18 | 29 | 61 | -32 | 21  |

P: wedstrijden gespeeld, W: wedstrijden gewonnen, G: gelijke spelen, V: wedstrijden verloren, +: gescoorde doelpunten, -: doelpunten tegen, DS: doelsaldo, Ptn: totaal punten
K: kampioen, D: degradeert, (beker): bekerwinnaar, (UEFA): geplaatst voor UEFA-beker

## Statistieken
| Naam               | Eerste klasse | Eerste klasse | Beker van België | Beker van België | Europacup I | Europacup I | Totaal | Totaal |
| Naam               | Wed           | Goals         | Wed              | Goals            | Wed         | Goals       | Wed    | Goals  |
| ------------------ | ------------- | ------------- | ---------------- | ---------------- | ----------- | ----------- | ------ | ------ |
| Michel Preud'homme | 34            | 0             | 4                | 0                | 6           | 0           | 44     | 0      |
| Frédéric Halleux   | 0             | 0             | 0                | 0                | 0           | 0           | 0      | 0      |
| Wilfried Dommicent | 0             | 0             | 0                | 0                | 0           | 0           | 0      | 0      |
| Philippe Albert    | 22            | 0             | 1                | 0                | 5           | 0           | 28     | 0      |
| Lei Clijsters      | 33            | 4             | 4                | 3                | 6           | 0           | 43     | 7      |
| Geert Deferm       | 14            | 0             | 2                | 0                | 4           | 0           | 20     | 0      |
| Yves De Greef      | 0             | 0             | 0                | 0                | 0           | 0           | 0      | 0      |
| Graeme Rutjes      | 32            | 2             | 3                | 0                | 6           | 0           | 41     | 2      |
| Koen Sanders       | 31            | 1             | 4                | 0                | 6           | 0           | 41     | 1      |
| Paul De Mesmaeker  | 15            | 0             | 2                | 0                | 0           | 0           | 17     | 0      |
| Pascal De Wilde    | 28            | 1             | 3                | 0                | 5           | 2           | 36     | 3      |
| Marc Emmers        | 34            | 9             | 4                | 2                | 6           | 0           | 44     | 11     |
| Wim Hofkens        | 16            | 1             | 2                | 0                | 4           | 0           | 22     | 1      |
| Erwin Koeman       | 16            | 3             | 3                | 1                | 1           | 0           | 20     | 4      |
| Frank Leen         | 5             | 0             | 1                | 0                | 0           | 0           | 6      | 0      |
| Bruno Versavel     | 33            | 10            | 4                | 0                | 6           | 0           | 43     | 10     |
| Patrick Versavel   | 33            | 2             | 4                | 0                | 5           | 1           | 42     | 3      |
| John Bosman        | 31            | 16            | 4                | 3                | 6           | 3           | 41     | 22     |
| Eli Ohana          | 13            | 2             | 2                | 0                | 2           | 2           | 17     | 4      |
| Francis Severeyns  | 13            | 4             | 1                | 0                | 3           | 1           | 17     | 5      |
| Marc Wilmots       | 25            | 10            | 3                | 0                | 4           | 0           | 32     | 10     |

## Individuele prijzen
- Gouden Schoen: Michel Preud'homme
- Jonge Profvoetballer van het Jaar: Marc Wilmots
- Keeper van het Jaar: Michel Preud'homme